# Lorelei Lee
Pour les articles homonymes, voir Lee.
Lorelei Lee, née le 2 mars 1981 dans l'État de New York, est une actrice pornographique américaine, également modèle bondage et écrivaine.

## Biographie
Son pseudonyme « Lorelei Lee » s'inspire du nom du personnage interprété par Marilyn Monroe dans le film Les hommes préfèrent les blondes. Elle étudie à l'Université d'État de San Francisco et l'Université de New York en art et littérature.

## Distinctions
Récompenses
- 2015 : Free Speech Coalition Award : Femme de l'année[2]

Nominations
- 2008 : AVN Award : Best POV Sex Scene pour Nice Fucking View
- 2008 : AVN Award : Best Threeway Sex Scene pour Top Guns 6
- 2008 : AVN Award : Best Group Sex Scene, Video pour Fuck Slaves 2
- 2011 : AVN Award : Best Supporting Actress pour An Open Invitation: A Real Swinger's Party in San Francisco
- 2011 : AVN Award : Best All-Girl Couples Sex Scene pour An Open Invitation: A Real Swinger's Party in San Francisco
- 2011 : AVN Award : Best Group Sex Scene pour An Open Invitation: A Real Swinger's Party in San Francisco
- 2013 : AVN Award : Crossover Star of the Year

## Filmographie sélective
Comme actrice
- 2003 : Water Bondage 1117
- 2004 : Whipped Ass 1768
- 2005 : Wired Pussy 2688
- 2006 : Belladonna: Fetish Fanatic 5
- 2007 : Pussy Treasure
- 2008 : Asstravaganza 8
- 2009 : Everything Butt 6659
- 2010 : Rocco's Power Slave 1
- 2011 : Divine Bitches 11687
- 2012 : ASSministrators ASSistant
- 2013 : Device Bondage 30738
- 2014 : Barbarella: A Kinky Parody
- 2015 : ElectroSluts 37250
- 2016 : Joanna Angel - Dominantly Submissive
- 2017 : Ultimate Surrender 20
- 2018 : TS Pussy Hunters 8

Comme scénariste
- 2012 : About Cherry